# フィリップ・ヘンリー・ウィックスティード

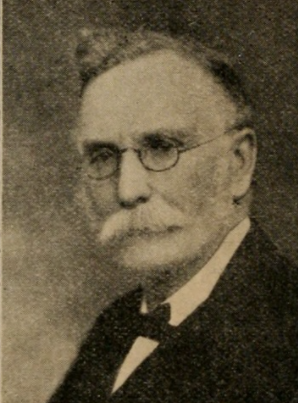
ウィックスティード

フィリップ・ヘンリー・ウィックスティード（英語: Philip Henry Wicksteed、1844年10月25日 - 1927年3月18日）は、イギリスの経済学者、神学者、ジョージ主義者、古典学者、中世研究家、文芸評論家。近代経済学の基本理論である「限界効用」という言葉をイギリスで最初に使った経済学者としても知られ、限界革命にも貢献した。ウィックスティードは、社会主義の理想には好意的だったが、限界効用理論の立場からマルクスを批判した。

## 経歴
ヨークシャーのリーズ生まれ。ロンドンのユニバーシティ・カレッジとマンチェスター・カレッジで古典学と神学を修了、卒業後は、父を継いでロンドンでユニテリアン派の牧師となった。1874年から98年まで牧師をつとめた。1897年以後著述に専念した。
ヘンリー・ジョージの『進歩と貧困』（1879）や、アーノルド・トインビー、ジョン・ラスキンらの社会主義や経済学に影響された。1882年には、ウィリアム・スタンレー・ジェヴォンズの『経済学理論』(1871)に接し、1884年にはカール・マルクス批判をした最初の経済学者の一人となった。オーストリア学派の影響も受けている。
『経済学のアルファベット』（1888）で限界効用理論を解説し、『分配法則の統合に関する一試論』（1894）では限界生産力理論における完全分配の定理を提示した。
大著『経済学の常識』（1910）は、近代経済学派の最高の経済哲学書とも評価される。

## 業績
『経済学のアルファベット』（1888）では、ウィリアム・スタンレー・ジェヴォンズの『経済学理論』(1871)における効用理論解説するうえで、ジェヴォンズが　Final Utility　(最終効用）と呼んでいたのを、限界効用 (Marginal Utility）と呼びかえて解説した。これはオーストリア学派のGrenz-Nutzenを翻訳し、英語に導入した最初の例である。

### 限界生産力理論・完全分配の定理
『分配法則の統合に関する一試論』（1894）では、限界原理を生産要因の価格決定に応用し、限界生産力理論における完全分配の定理を提示した。限界生産力理論では、生産物の供給と生産要素に対する需要の決定に限界分析の手法を用いて、生産要素の価格決定と分配理論を統一的に説明される。
ウィックスティードは、完全競争のもとでは生産要素はその限界生産力に応じた報酬を受け取り、生産関数が規模に関して収穫不変ならば、生産物総量は各生産要素に分配されつくすことを、オイラーの定理を用いて証明した(完全分配の定理) 。
生産物量を{\displaystyle x},土地{\displaystyle a},労働{\displaystyle n}として、次の生産関数があるとする。
{\displaystyle x=F(n,a)}
生産物価格を{\displaystyle p},労働1単位の賃金率を {\displaystyle w},土地1単位の地代率を {\displaystyle r} とすれば、利潤 {\displaystyle \Pi } は、売上額-費用となる。
{\displaystyle \Pi =pF(n,a)-wn-ra}
利潤最大化のためには、利潤を労働{\displaystyle n}と土地{\displaystyle a}で偏微分した導関数がゼロとなる必要がある。
{\displaystyle {\frac {\partial n}{\partial n}}=p{\frac {\partial F}{\partial n}}-w=o}
∴ {\displaystyle p{\frac {\partial F}{\partial n}}=w}
{\displaystyle {\frac {\partial n}{\partial a}}=p{\frac {\partial F}{\partial a}}-r=o}
∴ {\displaystyle p{\frac {\partial F}{\partial n}}=r}
各生産要素で偏微分したものが限界生産力であり、利潤最大化のためには、労働の限界生産力に生産物価格{\displaystyle p}をかけたもの（=労働の追加1単位が生み出せる価値）と賃金率{\displaystyle w}が等しくなるように雇用量を決定する必要がある。「費用総計=生産物価格」が成り立っているならば、限界生産力に応じて支払われる生産要素の費用と生産物価格が一致し、分配の決定を利潤最大化から説明できる。
ウィクスティードは、オイラーの定理から、
{\displaystyle px=pF(n,a)=p{\frac {\partial F}{\partial n}}n+p{\frac {\partial F}{\partial a}}=wn+ra}
生産関数が規模に関して収穫不変（一次同次関数）ならば、完全分配が成立するとした。
ウィクスティードは、限界生産力によって分配を説明し、利潤は資本の限界生産力に応じて支払われたのであり、マルクスのように労働者からの搾取によるのではないと批判した。
ウィクスティードの生産関数の1次同次性は、十分条件であって必要条件ではなかったが、クラーク、ワルラス、ヴィクセルらにより、平均費用曲線が U字型で最低点をもち、かつ企業の自由参入により、価格が平均費用の最低点に等しくなるならば，生産物総量は各生産要素へ分配しつくされると証明された。
また、ウィクスティードの一次同次生産関数が常に成り立つならば、企業はどのような生産規模であっても利潤がゼロになる。これに対してヴィクセルは、実際の生産量の近傍でのみ一次同次の関数を想定し、生産量が少ない場合は、規模に対して収穫逓増であるとした（S字形の生産関数）。

## 著作
- Das Kapital: a Criticism,To-day, October 1884, pp. 388-411.
- Memorials of the Rev. Charles Wicksteed (1886)
- The Alphabet of Economic Science 『経済学のアルファベット』（1888）
- Mr. Wicksteed on Vivisection (1889)
- An Essay on the Co-ordination of the Laws of Distribution（1894）,(Byterfly),(PDF)
  - 『分配法則の統合』（近代経済学古典選集）川俣雅弘訳、日本経済評論社、2000年
- The Common Sense of Political Economy『経済学のコモンセンス(常識)』 (2巻、1910)
- Vivisection: An Address
- The Reactions Between Dogma & Philosophy (1920)